# Villalval
Villalval es una localidad situada en la provincia de Burgos, comunidad autónoma de Castilla y León (España), comarca de Alfoz de Burgos, ayuntamiento de Cardeñuela Riopico.

## Datos generales
En el año 2006, el censo contaba con 14 habitantes. Está situada 1,5 km al norte de la capital del municipio, en la ladera oeste de la sierra de Atapuerca y al sur de la peña Matgrande de 1082 metros de altitud, en el Camino de Santiago en el tramo de San Juan de Ortega a Orbaneja. En el 2008 su población censada aumenta a 18 habitantes.

## Comunicaciones
- Carretera:  carretera de acceso desde Cardeñuela Riopico

## Historia
Lugar que formaba parte, del Alfoz y Jurisdicción de Burgos en el partido de Burgos, uno de los catorce que formaban la Intendencia de Burgos durante el periodo comprendido entre 1785 y 1833, tal como se recoge en el Censo de Floridablanca de 1787. Tenía jurisdicción de realengo con alcalde pedáneo.
Antiguo municipio de Castilla la Vieja en el partido de Burgos código INE-095180 que en el censo de la matrícula catastral contaba con 17 hogares y 53 vecinos, que entre el censo de 1857 y el anterior, desaparece al integrarse en el municipio 09075 Cardeñuela Riopico.

## Parroquia
En la actualidad esta en ruinas, pero esta en proyecto recuperarla y convertirla en albergue del Camino de Santiago.
- Datos: Q3559035